# 段宇清
段宇清（1869年—1913年 ) ，字漱泉，号梦奎。云南保山上巷街人。雲南政治人物。

## 生平
清光绪二十九年（1903年），段宇清中举人。宣统元年（1909年）当选云南谘议局副议长。1910年，他出面解决了盐荒期间政府增加盐税问题，免去了盐税。后云南当局筹集云南铁路股本，加重人民负担，段宇清建议当局取消。1910年冬，英国侵犯片马，并依据《庚子条约》来云南开采七府矿产。段宇清作为谘议局联合会代表到北京，上呈《筹滇条议六则》，获清廷采纳。同时他向外务部提出，片马是中国领土，应坚持与英国公使交涉，寸土不让。后来他风闻清廷似态度软化，便向在京各方人士呼吁支持。
辛亥革命爆发后，他帮助蔡锷、李根源、罗佩金、谢汝翼、殷承瓛等人起义。后段宇清、吕志伊被推为各省都督府代表联合会代表，赴南京。此后他任南京临时参议院、北京临时参议院议员。在北京临时参议院会议上，段宇清主张“民国无种族阶级之分，边区各土司区之土民亦属同胞，均有选举权与被选举权。”此条后被列入宪法。他还在会议上将片马事件列入议事日程，促请外交部同英国公使交涉。袁世凯任中华民国临时大总统后，曾经准备废除中华民国临时约法，遭到段宇清反对，段宇清遂解职。